# آدم لوكوود
آدم لوكوود (بالإنجليزية: Adam Lockwood)‏ (26 أكتوبر 1981 بويكفيلد في المملكة المتحدة - ) هو لاعب كرة قدم بريطاني في مركز الدفاع. لعب مع أولدهام أثلتيك وفوريست غرين وليدز يونايتد ونادي بوري ونادي دونكاستر روفرز ونادي ريدنغ ويوفل تاون وميدنهد يونايتد ‏ ونادي جيزيلي ‏ ونادي توركي يونايتد.

## وصلات خارجية
- آدم لوكوود على موقع قاعدة بيانات كرة القدم.إي يو (الإنجليزية)
- آدم لوكوود على موقع Soccerbase.com (لاعب) (الإنجليزية)
- آدم لوكوود على موقع Soccerway.com (الإنجليزية)